# 朱成梁
朱成梁（1948年1月—）是一位中国儿童文学插画师，多使用中国传统绘画。中国美术家协会会员。

## 生平
1948年出生在上海，在苏州度过童年，1973年进入南京艺术学院美术系油画系，1976年进入江苏美术出版社担任编辑。

## 荣誉
- 《爷爷的打火匣》 被提名为2014年国际儿童图书评议会荣誉奖。[4]
- 《团圆》 荣获2010年首届丰子恺儿童图画书奖。[5]
- 《团圆》荣获2011年纽约时报十大最佳童书奖之一。[6]
- 《一闪一闪的兔子灯》荣获1984年联合国教育、科学及文化组织野间国际绘本原画奖。[7]
- 提名2020年汉斯·克里斯蒂安·安徒生奖。[8]

## 作品
- 《地球的同一天》 (作者: 安野光雅), 1986
- 《灶王爷的故事》, 1988
- 《火焰》 (作者: 西顿), 2007
- 《团圆》 (作者: 余丽琼), 2008
- 《爷爷的打火匣》, 2013
- 《屋檐下的腊八粥》[9]